# Houstonne Radcliffe
Houstonne Radcliffe, DD (Liverpool, 1739 - Canterbury, 1822) foi arquidiácono de Canterbury de 19 de maio de 1803 até à sua morte em 8 de abril de 1822.
Radcliffe foi educado no Brasenose College, Oxford, onde se matriculou em 1758, graduando-se BA em 1761 e tendo vindo a tornar-se num Fellow. Ele tinha residências em Gillingham, Kent, Mersham e Ickham.